# ElemeNt
Ола Моум (род. 24 июня 1986) — норвежский киберспортсмен, более известный под никнеймом elemeNt. Всемирно известный игрок в Counter-Strike.
Известен как первый киберспортсмен перекупленный одной организацией у другой, 18 мая 2004 года Моум покинул команду SK Gaming и вступил в ряды Team NoA. Также Моум стал одним из первых легионеров в дисциплине Counter-Strike, в 2005 году он покинул Европу и начал выступать за бразильскую организацию Made in Brazil.
В 2007 году объявил о завершении своей карьеры, покинув команду MeetYourMakers. Однако в 2008 году временно вернулся и выступил на чемпионате мира World Cyber Games.

## Карьера
Впервые о себе Ola «elemeNt» Moum заявил в 16 летнем возрасте, в 2002 году выступая за команду eoLithic он занял второе место на CPL Summer 2002. Позднее игрок покинул команду. Следующим крупным для него турниром стал CPL Winter 2002.
С 2003 года Моум начал выступать под знаменами шведской организации SK Gaming, в составе которой он и стал бронзовым призёром чемпионата мира по версии ESWC. Вскоре Моум возглавил команду SK Gaming. За 2003 год команда выиграла множество турниров с мировым именем: CPL Summer, CPL Winter, World Cyber Games. А организация SK Gaming получила мировую известность.
В 2004 году Моум покинул SK и вступил в ряды NoA, переход игрока держался в тайне, а за данный трансферт NoA выложила определённую сумму. В составе NoA Моум выиграл CPL Winter 2004.
В апреле 2005 года Моум покинул ряды NoA и присоединился к бразильской организации Made in Brazil.
К 2006 году Ола выступал за немецкую команду mousesports. В этот период он не показывал блестящих результатов и его карьера пошла на спад. В ноябре этого же года он перешёл в MeetYourMakers. Под знамёнами MYM Моум занял второе место на CPL Winter 2006.
Официальным окончанием профессиональной карьеры считается октябрь 2007 года, когда Моум покинул MeetYourMakers.
После этого Моум выступил лишь на одном крупном турнире — World Cyber Games 2008, на котором он выступал в составе cbteam. На этом чемпионате его команда заняла четвёртое место.

## Достижения
| Место | В игре | В составе команды | Турнир                                 | Место проведения      | Дата проведения               | Призовые |
| ----- | ------ | ----------------- | -------------------------------------- | --------------------- | ----------------------------- | -------- |
| 4     | CS 1.4 | GameOnline        | LAN Arena 7                            |                       | 2002                          | $        |
|       | CS 1.4 | Meredia           | FXLan 2002                             |                       | 2002                          | $        |
|       | CS 1.4 | Meredia           | GameSphere                             |                       | 2002                          | $4 000   |
| 2     | CS 1.4 | GameOnline        | CPL Summer Championship 2002           | Даллас                | 20 — 24 июля 2002 года        | $15 000  |
| 1     | CS 1.4 | eoLithic          | CPL Europe Oslo                        | Осло                  | 3 — 6 октября 2002 года       | 4 000 €  |
|       | CS 1.5 | GameOnline        | CPL Winter Championship 2002           | Даллас                | 18 — 22 декабря 2002 года     | $20 000  |
|       | CS 1.5 | GameOnline        | Clickarena 2003                        | Флаг Франции          | 16 — 18 апреля 2003 года      | 10 000 € |
|       | CS 1.5 | SK Gaming         | Electronic Sports World Cup 2003       | Париж                 | 8 — 13 июля 2003 года         | $15 000  |
| 1     | CS 1.5 | SK Gaming         | CPL Summer Championship 2003           | Даллас                | 30 июля — 3 августа 2003 года | $30 000  |
|       | CS 1.6 | SK Gaming         | SEL S1                                 |                       | 2003                          | $6 000   |
|       | CS 1.6 | SK Gaming         | CPL Winter Championship 2003           | Даллас                | 16 — 20 декабря 2003 года     | $30 000  |
|       | CS 1.6 | Norsuo            | The Gathering                          | Флаг Норвегии         | 2004                          | $2 500   |
|       | CS 1.6 | Team NoA          | OsloLAN 2004                           | Осло                  | 2004                          | $1 500   |
| 4     | CS 1.6 | Team NoA          | Nollelva 2004                          | Флаг Швеции           | 22 октября 2004 года          | $1 000   |
|       | CS 1.6 | Team NoA          | CPL Winter Championship 2004           | Даллас                | 15 — 19 декабря 2004 года     | $30 000  |
|       | CS 1.6 | Team NoA          | World e-Sports Games S1                | Флаг Республики Корея | 2005                          | $50 000  |
|       | CS 1.6 | 4Kings            | World e-Sports Games S2                | Флаг Республики Корея | 2005                          | $7 000   |
|       | CS 1.6 | mousesports       | Transatlantic                          | Флаг США              | 2006                          | $8 750   |
| 5     | CS 1.6 | mousesports       | WSVG Intel Summer Championships        |                       | 2006                          | $9 000   |
|       | CS 1.6 | Сборная Норвегии  | ESL European Nations Championship 2006 | Лейпциг               | 2006                          | $7 500   |
|       | CS 1.6 | MeetYourMakers    | CPL Winter Championship 2006           | Даллас                | 19 — 20 декабря 2006 года     | $21 000  |
| 5-6   | CS 1.6 | MeetYourMakers    | Intel Extreme Masters Season I 2007    | Ганновер              | 15 — 18 марта 2007 года       | 3 000 €  |
|       | CS 1.6 | MeetYourMakers    | Samsung European Championship 2007     | Ганновер              | 16 — 18 марта 2007 года       | 3 000 €  |
| 4     | CS 1.6 | Сборная Норвегии  | ESL European Nations Championship 2007 |                       | 2007                          | 2 500 €  |
| 4     | CS 1.6 |                   | ENG 2008                               |                       | 2008                          | $        |
| 4     | CS 1.6 | cbteam            | World Cyber Games 2008                 | Кёльн                 | 5 — 9 ноября 2008 года        | нет      |

### Статистика
Сводная статистика по турнирам, сыгранным Олой за 8-ми летний период.
| Год       | Число турниров | место | место | место | Призовые | Призовые на человека |
| 2002—2008 | 26             | 9     | 7     | 3     | $325 900 | $65 180              |
| 2002      | 6              | 3     | 2     | 0     | $43 900  | $8 780               |
| 2003      | 5              | 3     | 1     | 1     | $123 300 | $24 660              |
| 2004      | 4              | 2     | 1     | 0     | $45 000  | $9 000               |
| 2005      | 2              | 1     | 0     | 3     | $57 000  | $11 400              |
| 2006      | 4              | 0     | 2     | 0     | $46 250  | $9 250               |
| 2007      | 3              | 0     | 0     | 0     | $10 450  | $2 090               |
| 2008      | 2              | 0     | 0     | 0     | $0       | $0                   |
| --------- | -------------- | ----- | ----- | ----- | -------- | -------------------- |

## Команды
За свою карьеру Моум выступал как за организации из Европы, так и за организации и Америки:
- Meredia (январь 2002 — апрель 2002)
- GameOnline (май 2002 — сентябрь 2002)
- eoLithic (сентябрь 2002 — октябрь 2002)
- GameOnline (октябрь 2002 — январь 2003)
- eoLithic (январь 2003 — июнь 2003)
- SK Gaming (июнь 2003 — май 2004)
- Team NoA (май 2004 — апрель 2005)
- Made in Brazil (апрель 2005 — май 2005)
- 4Kings (май 2005 — октябрь 2005)
- United 5 (CPL Winter 2005, с 15 по 18 декабря 2005)
- mousesports (январь 2006 — август 2006)
- MeetYourMakers (ноябрь 2006 — октябрь 2007)
- cbteam (июль 2008 — ноябрь 2008)
- Alchemists Unleashed (март 2011 — апрель 2011)